# Eva Haule
Pour les articles homonymes, voir Haule.
Eva Haule, née le 16 juillet 1954 à Tübingen est membre de la troisième génération de la Fraction armée rouge.

## Biographie
En 1984, elle intègre la Fraction armée rouge.
Elle est arrêtée le 2 août 1986 à Rüsselsheim, avec Luitgard Hornstein et Christian Kluth. Ils vivaient à Düsseldorf.
Son procès avec ses deux compagnons est ouvert à Stuttgart le 1er septembre 1987. En raison de leur appartenance à une organisation terroriste, contrefaçon, recel et de violation de la loi sur les armes et attaque avec armes et tentative d'attentat, elle est condamnée le 28 juin 1988 au 15 ans de prison.
En 2001, en raison de nouveaux éléments de preuve, un nouveau procès est ouvert à la Haute Cour de Francfort. Le 7 janvier 1993, le procureur général enquêtait sur les membres de la RAF pour triple assassinat et 23 tentatives d'assassinat, dont l'assassinat en 1985 du soldat américain Edward Pimental.
Dans sa cellule de prison, une lettre est retrouvée dans laquelle elle admettrait son implication. Elle est condamnée à Francfort le 28 avril 1994 à l'emprisonnement à vie.
Elle est détenue à la prison pour femmes de Preungesheim puis à Berlin.
En mars 2005 elle expose ses photos à Berlin. Une deuxième exposition a eu lieu en mars 2007 à la galerie Volkart de Berlin.
Le 16 août , 2007, sa demande la liberté est acceptée par le tribunal régional supérieur de Francfort. La période de probation est fixée à cinq ans.
Elle est libérée de prison le 17 août 2007.